# نيكولاوس زينك
نيكولاوس زينك (بالإنجليزية: Nicolaus Zink) هو فلاح أمريكي، ولد في 4 فبراير 1812 في بامبرغ في ألمانيا، وتوفي في 3 نوفمبر 1887 في Welfare, Texas ‏ في الولايات المتحدة.